# Urophysa
Urophysa es un género de plantas con flores con dos especies perteneciente a la familia Ranunculaceae. Se distribuyen por China.
Es una planta herbácea perenne con raíz tuberosa. Las hojas son basales y caulinas, compuestas . Las flores son actinomorfas, en inflorescencias terminales, con 5 sépalos petaloides y 5 pétalos con 8-14 estambres y anteras amarillas. Las semillas son muy rugosas.

## Especies seleccionadas
- Urophysa henryi
- Urophysa rockii